# The Human Equation
The Human Equation — шестой студийный альбом проекта Ayreon нидерландского музыканта Арьена Люкассена, выпущенный в 2004 году.

## Сюжет
В «The Human Equation» рассказывается о человеке (в буклете назван «Я»), попавшем в автомобильную катастрофу и оказавшемся в больнице в коматозном состоянии. Его жена и лучший друг день за днём пребывают возле его постели, пытаясь понять, что с ним происходит, и надеясь на выход пострадавшего из комы. Странность же аварии состояла в том, что произошла она в солнечный день и вокруг не было других машин.
Отрезанный от внешнего мира, человек обнаруживает себя пойманным в странном месте, где его эмоции, большинство из которых он пытался игнорировать долгое время, ожили, чтобы показать ему все решения, принятые им в течение жизни.
Перемещаясь из одного воспоминания в другое, он начинает постепенно понимать все события, которые привели его к этой автомобильной катастрофе. Он вспоминает школьных хулиганов, несчастную, покинутую всеми мать. Отец всегда презирал его и называл неудачником, а потом и вовсе бросил семью. Протагонист начинает осознавать, что всю свою жизнь пытался что-то доказать чужим людям, забывая о том, чего же хочет он сам. Он стал преуспевающим бизнесменом, ради карьеры предав друга, но жизнь его в итоге стала пустой и беспросветной, и единственную поддержку ему оказывала жена, которой он совсем не уделял времени. Герой впервые задумывается над тем, почему она осталась с ним — холодным и безжалостным предпринимателем. Однажды, вернувшись с работы, он застал её в объятиях лучшего друга, и это окончательно сломило его. Потерявший всякий интерес к жизни и погрузившийся в депрессию герой мчался по шоссе и, приняв росшее на обочине дерево за ненавистного отца, врезался в него на полном ходу. Герой наконец понимает, что если он хочет выйти из комы, то должен найти выход из этой западни, в которую он сам себя загнал.
В конце концов протагонист, жена и лучший друг прощают друг друга, и герой твёрдо решает вернуться в реальный мир. И в кульминационный момент история внезапно обрывается и выясняется, что всё происходящее было компьютерной программой Синтезатора Снов (см. Universal Migrator), запущенной пришельцем Вечным (см. Into the Electric Castle), пытающимся вспомнить, что такое человеческие эмоции.

## Список композиций

### Обычное издание
Музыка и тексты всех композиций написаны Арьеном Люкассеном, за исключением отмеченных.
| №                   | Название                                    | Длительность |
| ------------------- | ------------------------------------------- | ------------ |
| 1.                  | «Day One: Vigil»                            | 1:33         |
| 2.                  | «Day Two: Isolation»                        | 8:42         |
| 3.                  | «Day Three: Pain» (Люкассен/Девин Таунсенд) | 4:58         |
| 4.                  | «Day Four: Mystery»                         | 5:37         |
| 5.                  | «Day Five: Voices»                          | 7:09         |
| 6.                  | «Day Six: Childhood»                        | 5:05         |
| 7.                  | «Day Seven: Hope»                           | 2:47         |
| 8.                  | «Day Eight: School» (Люкассен/Таунсенд)     | 4:22         |
| 9.                  | «Day Nine: Playground»                      | 2:15         |
| 10.                 | «Day Ten: Memories»                         | 3:57         |
| 11.                 | «Day Eleven: Love»                          | 4:18         |
| Общая длительность: | Общая длительность:                         | 50:20        |

| №                   | Название                                           | Длительность |
| ------------------- | -------------------------------------------------- | ------------ |
| 12.                 | «Day Twelve: Trauma»                               | 9:54         |
| 13.                 | «Day Thirteen: Sign» (Люкассен/Хетер Финдли)       | 4:47         |
| 14.                 | «Day Fourteen: Pride»                              | 4:42         |
| 15.                 | «Day Fifteen: Betrayal»                            | 5:24         |
| 16.                 | «Day Sixteen: Loser» (Люкассен/Таунсенд)           | 4:46         |
| 17.                 | «Day Seventeen: Accident?» (Люкассен/Девон Грейвс) | 5:42         |
| 18.                 | «Day Eighteen: Realization»                        | 4:31         |
| 19.                 | «Day Nineteen: Disclosure»                         | 4:42         |
| 20.                 | «Day Twenty: Confrontation»                        | 7:03         |
| Общая длительность: | Общая длительность:                                | 51:41        |

### Специальное издание
Специальное издание включает в себя все композиции The Human Equation, а также DVD, содержащее видео процесса создания, концепцию, видео игры барабанщика Эда Уорби, видеоклип на композицию «Day Eleven: Love» в форматах 5.1 и 2.0, тизер к альбому.
| №                   | Название                                                                   | Длительность |
| ------------------- | -------------------------------------------------------------------------- | ------------ |
| 1.                  | «Inside» (процесс создания)                                                | 45:27        |
| 2.                  | «Concept» (концепция The Human Equation)                                   | 3:05         |
| 3.                  | «Ayreon» (история Ayreon)                                                  | 3:32         |
| 4.                  | «Drums» (Эд Уорби на ударных)                                              | 3:32         |
| 5.                  | «Promotional Video» (видеоклип на «Day Eleven: Love» в форматах 5.1 и 2.0) | 3:49         |
| 6.                  | «Teaser» (тизер-трейлер)                                                   | 1:28         |
| Общая длительность: | Общая длительность:                                                        | 57:25        |

## Интересные факты
- В начале «Day Twelve: Trauma» проигрываются отрывки из предыдущих композиций альбома первого диска, как вступление ко второй части альбома.
- В истории альбома упомянуты события из историй предыдущих альбомов Ayreon, такие как «Синтезатор снов» — машина с компьютерными программами, одна из которых позволяет увидеть свои прошлые жизни («Universal Migrator» — рус. Вселенский странник), а другая вспомнить забытые эмоции («The Human Equation» — рус. Человеческое уравнение), что и является основой сюжета, из «The Dream Sequencer» и пришелец Вечный — герой альбома «Into the Electric Castle», который появляется в самом конце истории The Human Equation.
- Для записи альбома были приглашены музыканты, не участвовавшие раньше в проекте Ayreon, кроме барабанщика Эда Уорби.
- В 2015 году альбом был полностью исполнен практически оригинальным составом на сцене театра Nieuwe Luxor в Роттердаме. Запись постановки, получившей название The Theater Equation, легла в основу первого в истории концертного альбома Ayreon под тем же названием.

## Состав

### Вокалисты
- Джеймс ЛаБри (Dream Theater) — Я
- Микаэль Окерфельдт (Opeth, Bloodbath) — Страх
- Эрик Клейтон (Saviour Machine) — Разум
- Хетер Финдли (Mostly Autumn) — Любовь
- Ирен Янсен (экс-Karma) — Страсть
- Магнус Экуолл (The Quill) — Гордость
- Девон Грейвс (Dead Soul Tribe/экс-Psychotic Waltz) — Боль
- Девин Таунсенд (ex-Strapping Young Lad/ex-The Devin Townsend Band) — Гнев
- Арьен Люкассен (Ayreon/Stream of Passion/Ambeon/Star One) — Лучший друг
- Марсела Бовио (Elfonía, Stream of Passion) — Жена
- Майк Бейкер (Shadow Gallery) — Отец
- Питер Дэлтрей — Вечный (появляется в эпизоде)[1]

### Инструменталисты
- Арьен Люкассен — электро- и акустическая гитара, бас-гитара, мандолина, клавишные, синтезатор, орган Хаммонда
- Эд Уорби (Gorefest) — ударные
- Роберт Баба — скрипка
- Марьек ван ден Хэйден — виолончель
- Джон МакМанус (Celtus, Mama’s Boys) — низкая флейта на «днях» 13, 16 и 18, свисток на «Дне 18»
- Джероен Гуссенс — флейта на «Днях» 3, 5, 9, 14 и 18, альтовая флейта на «Дне 2», бас флейта на «Днях» 5 и 14, флейта Пана на «Дне 6», блок-флейта на «Дне 13», диджериду на «Дне 16», фагот на «Дне 18»
- Юст ван ден Брук (After Forever) — клавишное соло на «Дне 2», спинет на «Дне 13»
- Мартин Орфорд (IQ, Jadis) — клавишное соло на «Дне 15»
- Кен Хенсли (Uriah Heep) — Хаммонд-соло на «Дне 16»
- Оливер Уэйкман — клавишное соло на «Дне 17»[1]